# Iryna Senyk
Iryna Mychajliwna Senyk, auch Iryna Senyk (ukrainisch Ірина Михайлівна Сеник; geboren am 8. Juni 1926 in Lwów, Zweite Polnische Republik; gestorben am 25. Oktober 2009 in Boryslaw), war eine ukrainische Dichterin, Krankenpflegerin und sowjetische politische Dissidentin. Sie wurde wie ihre Mutter und ihr Bruder in stalinistischen Lagern inhaftiert und verbrachte 34 Jahre in Gefangenschaft. Sie wurde am 17. August 1983 freigelassen. Sie war Mitglied der ukrainischen Helsinki-Gruppe und Ehrenmitglied von PEN International.

## Biografie
Iryna Mychajliwna Senyk wurde am 8. Juni 1926 im damaligen polnischen Lwów geboren und ihre Eltern waren Marija und Mychajlo Senyk. Ab 1939 war sie Mitglied der Jugend der Organisation Ukrainischer Nationalisten (OUN). Als vollwertiges Mitglied (1941) arbeitete sie in der regionalen Propagandaabteilung der OUN. Senyk besuchte eine Volksschule und ein privates Mädchengymnasium, bevor sie 1944 an der Universität von Lemberg studierte.
Im Dezember 1945 wurde sie während ihres Studiums an der Universität Lemberg unter dem Vorwurf des Vaterlandsverrats (Artikel 54-1 "a") und der Beteiligung an einer konterrevolutionären Organisation (Artikel 54-11) des Strafgesetzbuchs verhaftet und in der Lontsky-Straße inhaftiert. Im März 1946 wurde sie von einem NKWD-Militärtribunal wegen Verbindungen zur Ukrainischen Aufständischen Armee zu 10 Jahren Arbeitslager und lebenslanger Verbannung verurteilt. Sie war in den sibirischen Lagern Oserlag, Angarlag und im Gebiet Irkutsk inhaftiert. Trotz aller Verbote schrieb sie weiterhin Gedichte, die sie seit ihrem neunten Lebensjahr heimlich auf Papierschnipsel geschrieben hatte. Im Lager lernte sie, religiöse Themen zu sticken.

„Ich komponierte heimlich meine von Trauer geprägten Zeilen in meinem Kopf und trug sie am Morgen meinen Zellengenossen vor.... Wie sollte ich mich bei all denen bedanken, die mir das Leben gerettet hatten, die mir jeden Tag ein paar nette Worte schenkten? Ich gab ihnen meine poetischen Zeilen.“

Im Jahr 1968 wurde sie freigelassen, durfte aber aufgrund der Verbannung nicht nach Lemberg zurückkehren. Sie zog nach Iwano-Frankiwsk, wo sie sich mit den Schestdesjatniki (Aktivisten der sechziger Jahre) anfreundete und als Krankenpflegerin arbeitete. Am 17. November 1972 wurde sie erneut verhaftet und wegen antisowjetischer Agitation und Propaganda angeklagt. Am 26. Januar 1973 stufte das Bezirksgericht Iwano-Frankiwsk sie als besonders gefährliche Wiederholungstäterin ein. Aufgrund ihres Gesundheitszustands (1958 hatte sie sich einer schweren Operation unterzogen) wurde Senyk zu 6 Jahren Arbeitslager und 5 Jahren Verbannung verurteilt.
Sie war in der Frauenabteilung des politischen Arbeitslagers in Mordowien inhaftiert und beteiligte sich an Hungerstreiks zum Tag der sowjetischen politischen Gefangenen. Um die Weltgemeinschaft auf die eklatanten Verstöße gegen die grundlegenden Menschenrechte in der UdSSR aufmerksam zu machen, verfasste und unterzeichnete Senyk Briefe und Appelle. 1969 unterzeichnete sie die an den Vorsitzenden des Präsidiums des Obersten Sowjets der Ukrainischen Sozialistischen Sowjetrepublik gerichtete Erklärung von 16 ehemaligen politischen Häftlingen Wieder Kammerangelegenheiten?, die sich gegen die Verurteilungen und Gefängnisstrafen richtete. Die Erklärung wurde 1970 im Ukrainischen Herold Nr. 1 veröffentlicht und auf Radio Liberty gesendet.
Am 15. November 1978, nach 6 Jahren Arbeitslager, wurde Senyk in die fünfjährige Verbannung geschickt. 1979 trat Iryna Senyk der Ukrainischen Helsinki-Gruppe (UHG) bei. Am 30. Oktober wurde ein Dokument mit dem Titel Lamentazija (Klage) veröffentlicht, in dem drei weibliche Mitglieder der UHG, Oksana Meshko, Nina Strokata und Iryna Senyk, einen Appell an die Weltgemeinschaft richteten, um sie über die zahlreichen Fälle zu informieren, in denen es zu Menschenrechtsverletzungen kam. Sie war auch Ehrenmitglied von PEN International. Senyk gehörte zu den Unterzeichnern der Erklärung der Ukrainischen Vereinigung der unabhängigen kreativen Intelligenz (UANTI) von 1987.
Im November 2005 wurde sie mit dem Orden der Prinzessin Olga ausgezeichnet. Im November 2006 erhielt Iryna Senyk den Staatspreis der Ukraine an die Gründer und Aktivisten der ukrainischen öffentlichen Gruppe zur Förderung der Umsetzung der Helsinki-Vereinbarungen.
Iryna Senyk wurde am 27. Oktober 2009 auf dem Lytschakiwski-Friedhof in Lwiw beigesetzt.

## Auszeichnungen
- 2005: Orden der Prinzessin Olha[9][7]

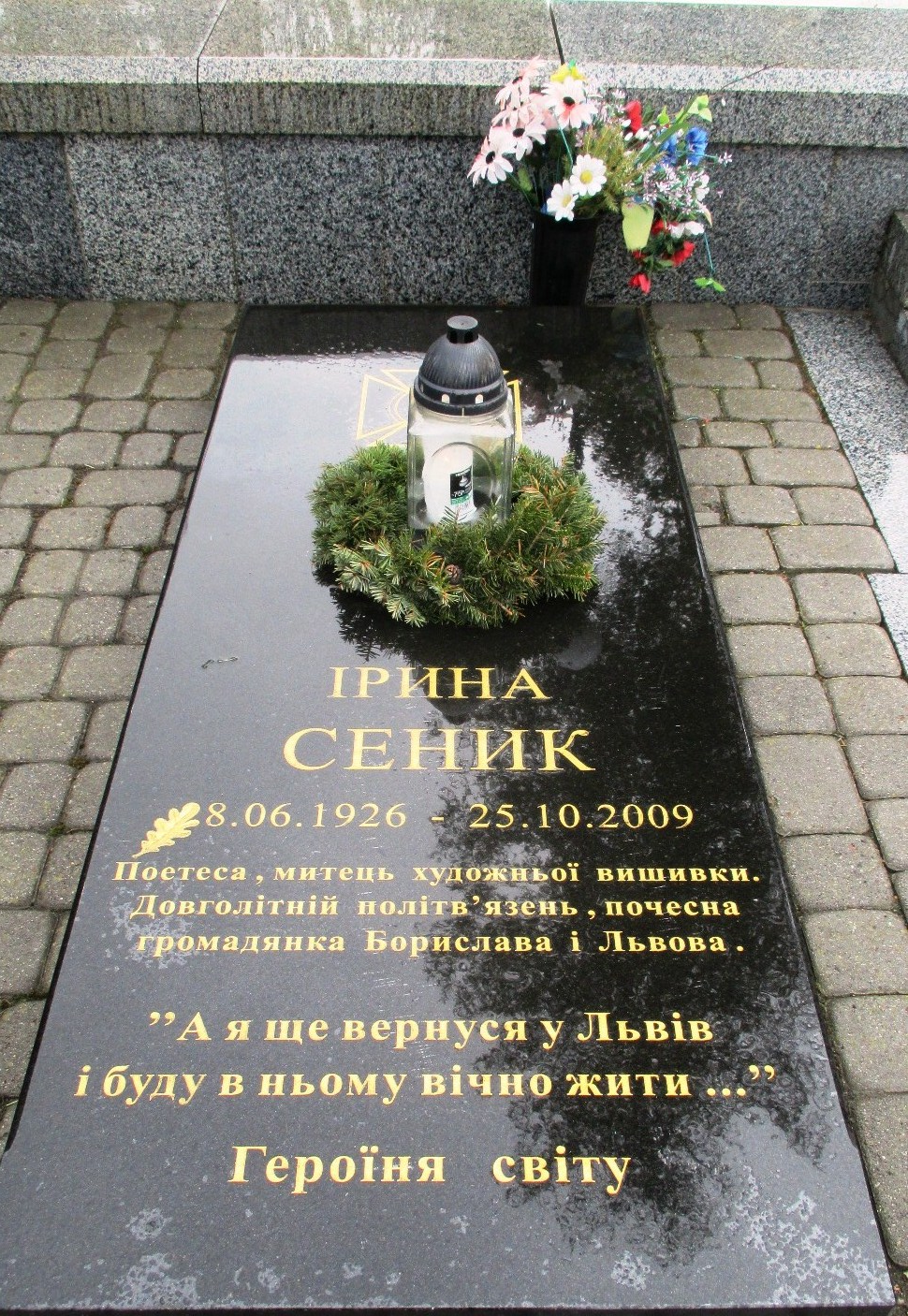
Grabstätte von Iryna Senyk auf dem Lytschakiwski-Friedhof in Lwiw

- 2006: Staatspreis der Ukraine für Zivilcourage, Hingabe im Kampf für die Ideale von Freiheit und Demokratie und anlässlich des 30-jährigen Jubiläums der Ukrainischen Öffentlichen Gruppe zur Förderung der Umsetzung der Helsinki-Vereinbarungen[10][7]

## Publikationen
- Suviĭ polotna: poeziï. Spilka 1990, ISBN 978-0-86725-011-4. (Ukrainisch)
- White Aster of Love: Collection of Poetry, Embroidery & Contemporary Dress Designs.Ukrainian Catholic Women's League of Canada 1992, ISBN 978-0-9696167-0-2.(Englisch und Ukrainisch)
- Bila aĭstra li︠u︡bovy : zbirka virshiv, vyshyvok ta zrazkiv suchasnoho odi︠a︡hu. Vydanni︠a︡ Ligy ukraïnsʹkykh katolyt︠s︡ʹkykh z︠h︡inok v Kanadi pry t︠s︡erkvi Sv. Dymytrii︠a︡ 1992, ISBN 978-0-9696167-0-2.
- Zahratovana i︠u︡nist ́ : poeziï, 1996
- Slavni dochky Ukraïny-Rusi Lʹviv: "Spolom", 1999 ISBN 978-966-7445-31-7.
- V nas odna Ukraïna, 1999
- Knyz͡hechka Babusi Iryny dli͡a chemnöi dytyny (Babusia Iryna's little book : won't you come and have a look)
- mit Vira Malanchiĭ: Metelyky spohadiv : spohady i vzory do vyshyvanni︠a︡. Lʹviv: Vyd-vo "Ms", 2003. (engl.+ukr.)